# Blechnum lima
Blechnum lima är en kambräkenväxtart som beskrevs av Eduard Rosenstock. Blechnum lima ingår i släktet Blechnum och familjen Blechnaceae. Inga underarter finns listade.